# アントマン (映画)
『アントマン』（Ant-Man）は、マーベル・コミックの同名のキャラクターであるスコット・ラングとハンク・ピムをベースにした、2015年のアメリカのスーパーヒーロー映画。マーベル・スタジオが製作し、ウォルト・ディズニー・スタジオ・モーション・ピクチャーズが配給する、マーベル・シネマティック・ユニバース（MCU）の第12作目。ペイトン・リードが監督、エドガー・ライトとジョー・コーニッシュ、アダム・マッケイとポール・ラッドのチームが脚本を務めた。ラッドが主人公のスコット・ラング / アントマンを演じ、エヴァンジェリン・リリー、コリー・ストール、ボビー・カナヴェイル、マイケル・ペーニャらが出演する。
MCUのフェーズ2の最終作として、2015年7月17日に米国で公開された。全世界で5億1900万ドル以上の興行収入を記録し、批評家からは好意的な評価を受けた。続編の『アントマン&ワスプ』は2018年に公開され、3作目の『アントマン&ワスプ:クアントマニア』は2023年2月に公開予定。

## 概要
製作はマーベル・スタジオ、配給はウォルト・ディズニー・スタジオ・モーション・ピクチャーズが務める。監督はペイトン・リードが務め、脚本はエドガー・ライト、ジョー・コーニッシュ、アダム・マッケイ、ポール・ラッドが執筆し、主要キャストとしてラッド、エヴァンジェリン・リリー、コリー・ストール、ボビー・カナヴェイル、マイケル・ペーニャ、ティップ・“T.I.”・ハリス、ウッド・ハリス、ジュディ・グリア、デヴィッド・ダストマルチャン、マイケル・ダグラスが参加している。
『アントマン』の企画は2006年4月に始まり、ライトが監督・脚本、コーニッシュが共同脚本として雇われた。2011年4月までにライトとコーニッシュは3つの草案を完成させ、2012年7月にライトはテスト映像を撮影した。プリプロダクションはライトが『ワールズ・エンド 酔っぱらいが世界を救う!』を完成させた後の2013年10月より始まった。キャスティングは2013年12月より始まり、ラッドがスコット・ラング役に決定した。2014年5月、ライトはクリエイティブ面の相違により降板したものの、コーニッシュと共に脚本・原案としてクレジットに残った。その翌月にライトに代わってリードが監督に就任し、マッケイとラッドが脚本の書き直しを行った。主要撮影は2014年8月から12月にかけてサンフランシスコとメトロアトランタで行われた。
2015年6月29日にロサンゼルスでワールドプレミアが行われ、北米では2015年7月17日より3DおよびIMAX 3Dを含む形式で封切られた。日本では約2か月遅れの9月19日に公開された。キャッチコピーは「身長1.5cmになった男は、ヒーローになれるのか？」である。

## ストーリー
ソコヴィアでの戦いから数ヶ月後。3年前に窃盗罪で服役していたスコット・ラングは、無事刑期を終えて出所した。スコットは更生を心に誓い再出発するが、そんな彼に世間の風は冷たく、職に就いても前科が知られた途端にクビになり、離婚した妻とその再婚相手を訪ねても、冷たい言葉を浴びせられる。娘のキャシーが慕ってくれることだけが唯一の救いだが、養育費の未払いを理由に、娘と会うことまで禁止される始末。どん底に追い込まれたスコットは、昔の泥棒仲間のルイス、デイヴ、カートらと合流して再び犯罪の道へと戻ってしまう。
そんなある日、とある富豪が屋敷を留守にしているとの情報を得て、彼らは現場へ急行する。鮮やかな手際で屋敷へ潜入、金庫を開けたスコットだが、そこで見つけたのは金属のヘルメットと革のスーツから成る奇妙なコスチュームだった。戦利品が金でなかったことに落胆するスコットだが、とりあえずコスチュームを着てみると、彼の身体はアリのようなサイズに縮小してしまった。浴槽が大海となり、ネズミが巨大な猛獣となる、かつてない体験がスコットを翻弄する。命からがらなんとか元のサイズに戻れたスコットは慌ててコスチュームを返しに行くが、その時にはすでに警察に犯行を察知されており、スコットはあえなく逮捕された。
やがて彼の身柄を引き取りに現れたのは、件の屋敷の主であり、天才科学者と名高いハンク・ピム博士であった。潜入技術に長けた人材を求めていたピム博士は、実はわざと屋敷を空けて侵入者の来訪を待っていたのだった。スコットの手腕を見込んだピム博士は、彼に「アントマン」になってほしいと依頼する。
実はピム博士は、かつて平和維持組織S.H.I.E.L.D.に所属しており、自ら開発した身体縮小スーツをまとってアントマンとなり、エージェントとして数々の極秘任務をこなしていた。彼は物体縮小技術の悪用を恐れ、長年その理論を秘匿にしてきたが、近年になり弟子だったダレン・クロスが縮小技術を解き明かすまで後一歩のところまで来てしまったという。ダレンは身体縮小スーツを軍事に転用して売りさばく計画を立てており、あろうことか秘密結社ヒドラを取引相手に挙げていた。もしこれが実現すれば、世界規模の混乱が巻き起こることは必至である。阻止するには、警戒厳重なダレンの本拠に潜入し、試作スーツを奪取した上で全てのデータを破壊しなければならない。出来る者はアントマンだけだった。
危険な任務に尻込みするスコットであったが、「娘に顔向けできないコソ泥として一生を過ごすよりはマシだ」とピム博士に説得され、渋々アントマンになることを承諾する。博士の娘ホープがトレーナーとなってスコットに体術・格闘術を仕込むことになったが、彼女の非協力的な態度にスコットは面食らう。過去のある事件を機にピム博士とホープの仲は険悪となっており、事あるごとに衝突しているのだった。スコットたちが揉めている間にも、ダレンは軍事用スーツ「イエロージャケット」の開発を着々と進めていた。

## 登場人物・キャスト

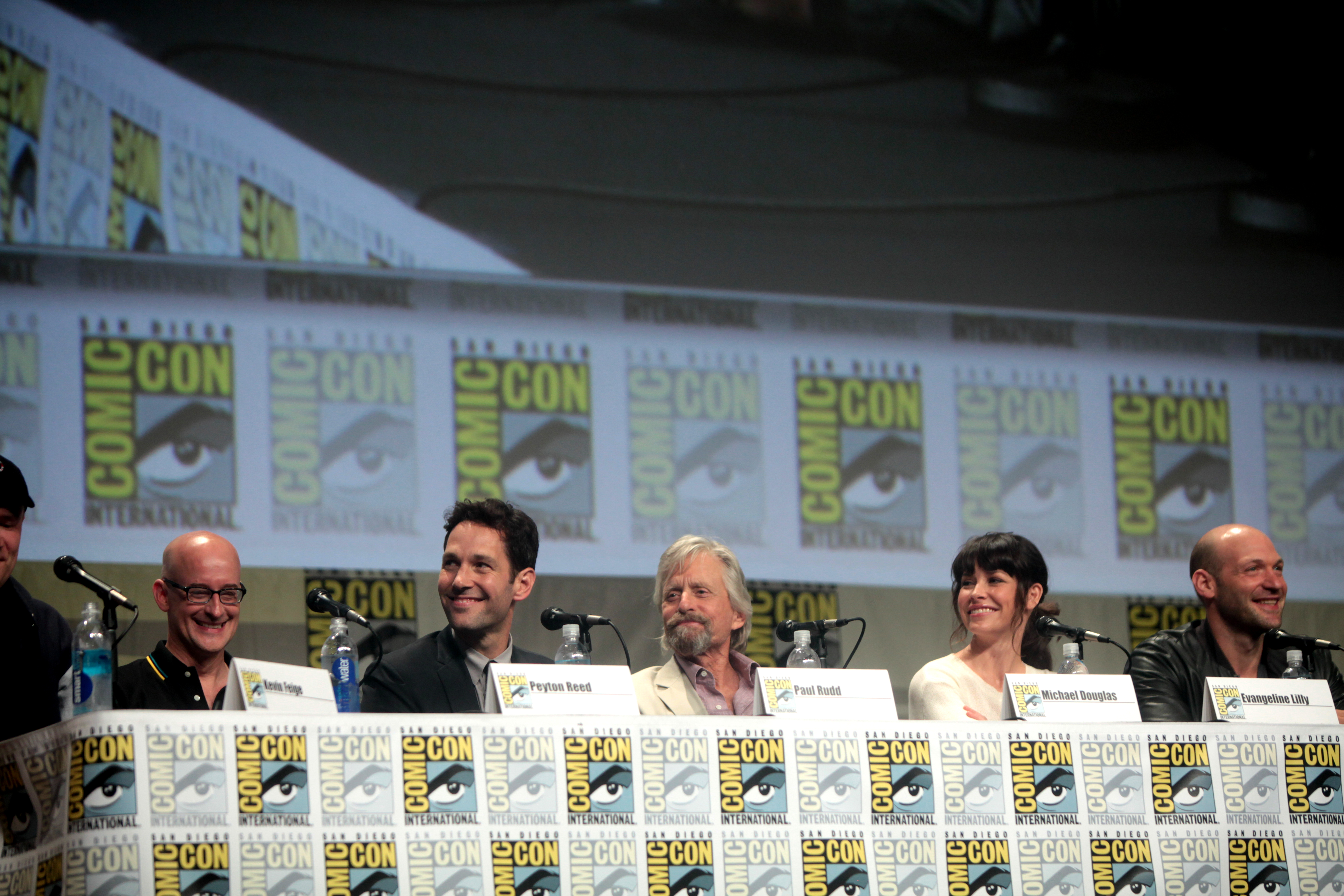
2014年のコミコン・インターナショナルでのペイトン・リード、ポール・ラッド、マイケル・ダグラス、エヴァンジェリン・リリー、コリー・ストール。

スコット・ラング / アントマン
演 - ポール・ラッド、日本語吹替 - 木内秀信
ヴィスタ・コープ社の元エンジニアだった、電気工学と金庫破りの技量や、抜群の運動神経まで持ち合わせる多彩な潜入の天才である元泥棒。
結婚を機に足を洗ったが、勤めていたヴィスタ・コープ社の不正に気付き、正義感と悪戯心からの行動の結果、逮捕されてしまい、職も家族も失う羽目になった前歴を持つ。
3年間の服役を終えて更生しようとするも、受刑者差別から就職困難に陥り、仲間たちと共にピム邸へ潜入。“アントマン・スーツ”を盗んだことからピム父娘と出会い、愛娘のために2代目“アントマン”として、新たな人生をスタートさせることを決意。そして、イエロージャケットを巡る戦いに赴くことになる。
キャラクターに関してペイトン・リードは「彼はヒーローとしては使わない。彼は『オーシャンズ11』のジョージ・クルーニー（ダニー・オーシャン）のようなものだ。彼は自分のために新しい人生を築き、贖罪を見つけようとする男だ」と説明した。役作りのためにラッドはトレーナーと協力し、アルコール、揚げ物、炭水化物を絶ってダイエットした。ラッドは「要は約1年のあいだ何も食べなかったようなものだね。アクション映画のトレーニングはクリス・プラットのやり方を見習ったんだ。1年間楽しいことを全部排除したら、誰でもヒーローを演じられるよ」と述べた。ラッドはマーベルと複数の映画出演契約を交わしている。
ホープ・ヴァン・ダイン
演 - エヴァンジェリン・リリー、日本語吹替 - 内田有紀
ハンク・ピムとジャネット・ヴァン・ダインの実の一人娘で、ピム・テック会長。ピム・テックCEOであるダレン・クロスとは、仕事上でのパートナー関係でもある。
母が飛行機事故で死んだとして自身と疎遠にしたピムとは解消困難な確執が芽生えてしまい、長年しがらみを抱えた関係となっていた。
その状態にもかかわらず、ダレンの陰謀を知ると、葛藤しながらピムと協力してダレンの研究活動を監視し、彼を阻止しようとする。
キャラクターについてリリーは「2人のスーパーヒーローに育てられたの。だから、ヒトとしてはもうめちゃくちゃ。それでいて、かなり有能だし、腕っぷしは強いし、したたかでもある。スーパーヒーローの両親に育てられたことで人生が台無しになった人物を演じるのはとても楽しい経験で嬉しかった。わたしの名前からはっきり分かるのは、父のことが嫌いだから、母の名前を選んでいることね」と説明した。元々ライトによってキャスティングされていたリリーは彼のプロジェクト降板後は出演に消極的であったが、その後改訂された脚本を読んでリードと会う機会を得た。リリーはマーベルと複数の映画出演契約を交わしている。
ダレン・クロス / イエロージャケット
演 - コリー・ストール、日本語吹替 - 大川透
ピムの元弟子兼助手であり、アントマン・スーツを模倣して作ったスーツ“イエロージャケット”の軍事利用を企んでいる、現ピム・テックCEO兼科学者。
若き頃、ピムに認められて師弟関係を育み、ピム・テックを牽引する優秀な人材となったが、結局ピムに失望。やがてピムの研究を奪い、師をも上回りたいという願望と、ピム・テックの完全掌握を目指す欲望に取り憑かれ、自身の腕でピム粒子の複製品である“クロス粒子”を発明。これを搭載したイエロージャケットで利益をあげようと企む。
スーツについてストールは「ダレン・クロスは次世代のアントマンのスーツを持っている。アントマンと同等、いやそれ以上のことができる。よりカッコよく、もっと軍事兵器っぽく、ずっと洗練されている……もしAppleが戦闘スーツを発明していたらこんな感じかな」と説明した。キャラクターについてストールは「サノスやロキみたいなタイプ、つまり悪を自覚しているヴィランではないんだ。（クロスは）マイケル・ダグラスのハンク・ピム博士とよく似た人物といっていい。立派な科学者だが、倫理的に問題がある。この映画の素晴らしいところは誰もが少しグレーであることだと思う」と説明した。ラッドが実際にアントマンの衣裳を着るのに対し、ストールはモーションキャプチャによってイエロージャケットを演じる。リードは衣裳を作ってイエロージャケットを演じるのは現実的ではないと早い段階で判明したためにこれを決定したと説明した。
ジム・パクストン
演 - ボビー・カナヴェイル、日本語吹替 - 加藤亮夫
サンフランシスコの地元警察官で、マギーの再婚予定の婚約者。キャシーにも深い愛情を持って接し、良き養父になろうと努力する一方、前科持ちの窃盗犯であるスコットを軽蔑し、彼がマギーやキャシーと触れ合おうとすると、悪影響を及ぼさないようにと常に用心し、拒絶・非難する。
もともとこの役にはパトリック・ウィルソンがキャスティングされていたが、撮影の遅れによるスケジュール競合のために降板した。
ルイス
演 - マイケル・ペーニャ、日本語吹替 - 小杉竜一〈ブラックマヨネーズ〉
スコットと刑務所時代から同房だった親友 で、彼の窃盗団の一員。
コネクション豊富な従兄や友人を通じて情報収集を担当するが、仕事に関する説明について前置きがとても長いことが特徴。
ペーニャはマーベルと複数の映画出演契約を交わしている。
カート
演 - デヴィッド・ダストマルチャン、日本語吹替 - 松本忍
ルイスの友人で、スコットの窃盗団の一員。コンピューターの扱いに長けたハッキングの達人で、電気系統の工作を特技とする。
デイヴ
演 - ティップ・“T.I”・ハリス、日本語吹替 - 伊藤健太郎
ルイスの友人で、スコットの窃盗団の一員。車泥棒であり、チームのドライバーを担当。窃盗計画のナビゲーションを得意とし、逃走用にバンを管理・改良する。
サム・ウィルソン / ファルコン
演 - アンソニー・マッキー、日本語吹替 - 溝端淳平
高性能ウィング・パックを駆使する、空中戦闘の軍事訓練を受けた元落下傘兵で、アベンジャーズの新メンバーの1人。アベンジャーズ・コンパウンド内に侵入したスコットと対峙する。
ゲイル
演 - ウッド・ハリス、日本語吹替 - 山岸治雄
パクストンの相棒である、サンフランシスコ警察官。ピム邸での窃盗容疑で逮捕されたスコットの脱獄から、ピム・テック本社屋での騒動まで、事態を収拾させようとパクストンと共に活動する。
マギー・ラング
演 - ジュディ・グリア、日本語吹替 - 山崎美貴
スコットの元妻 で、キャシーの母親。婚約者のパクストンと、3人で同居している。
キャシー・ラング
演 - アビー・ライダー・フォートソン、日本語吹替 - 太田梨香子
スコットとマギーの実の一人娘。別居してもなおスコットを心から想い続けて溺愛する、彼の最大の理解者でもある。
マーガレット・エリザベス・“ペギー”・カーター
演 - ヘイリー・アトウェル、日本語吹替 - 園崎未恵
20世紀に“エージェント・カーター”のコードネームで“戦略科学予備軍SSR”に所属していた、S.H.I.E.L.D.創設者兼幹部。冒頭のシーンのみの登場。
本作への登場についてアトウェルは、「クロスオーバーというよりはカメオ」出演であると評した。
ハワード・スターク
演 - ジョン・スラッテリー、日本語吹替 - 仲野裕
トニー・スターク/アイアンマンの実父であり、巨大複合企業“スターク・インダストリーズ”の創始者にして、S.H.I.E.L.D.創設者兼幹部の一人。本作の時点では故人。冒頭のシーンのみの登場。
スラッテリーは『アントマン』への関与は『アイアンマン2』より大きくないと述べた。
ミッチェル・カーソン
演 - マーティン・ドノヴァン、日本語吹替 - 沢木郁也
S.H.I.E.L.D.の元幹部。ピムからは政府転覆を企んでいると危険視されている因縁の間柄であり、ハワード以上にピム粒子を欲していた。実はS.H.I.E.L.D.の裏で暗躍していたヒドラの幹部であり、ダレンと取引してイエロージャケットとクロス粒子を得ようと目論む。
デイル
演 - グレッグ・ターキントン、日本語吹替 - 小形満
サーティワンアイスクリームの一店舗のマネージャー。アルバイトを始めて間もないスコットが前科者だと知り、彼に解雇を言い渡してしまう。
バーテンダー
演 - スタン・リー
本作ラストでルイスの説明の中に、ワンカットのみ登場した老バーテンダー。
ハンク・ピム / アントマン（初代）
演 - マイケル・ダグラス、日本語吹替 - 御友公喜
元S.H.I.E.L.D.エージェントであり、1963年に原子間距離を操作する亜原子粒子ピム粒子を発見し、初代アントマンとして活躍した昆虫学者兼物理学者。
エージェント時代は、妻の“ジャネット”と夫婦で様々な戦場を駆け回っていた。しかし1987年に巡航中のICBM解体任務に出動したが、ジャネットが分子レベルにまで縮小し、任務に成功したものの、ジャネットを失うこととなった。この件の真相を愛娘のホープに告げなかったことで、彼女とは解決困難な確執が芽生えてしまった。そして1989年に、ハワードたちと決別しS.H.I.E.L.D.を退職。ピム・テックを設立するも、ダレンとホープに会社を追われることとなり、以降は妻を助けようと研究に没頭して隠居状態となった。そして現代、ダレンの陰謀を阻止するために、自身の代わりに、スコットを二代目アントマンとして見出し、ピム粒子とスーツを授ける。
この他にジョルディ・モリャはカスティロ役で、クリス・エヴァンス（吹替：中村悠一）とセバスチャン・スタンはポストクレジット場面でそれぞれスティーブ・ロジャース / キャプテン・アメリカとバッキー・バーンズ / ウィンター・ソルジャーをクレジット無しで再演した。ポストクレジット場面はMCU次回作の『シビル・ウォー/キャプテン・アメリカ』の1シーンを引用している。

## 設定・用語

### ヒーロー・ヴィランの装備

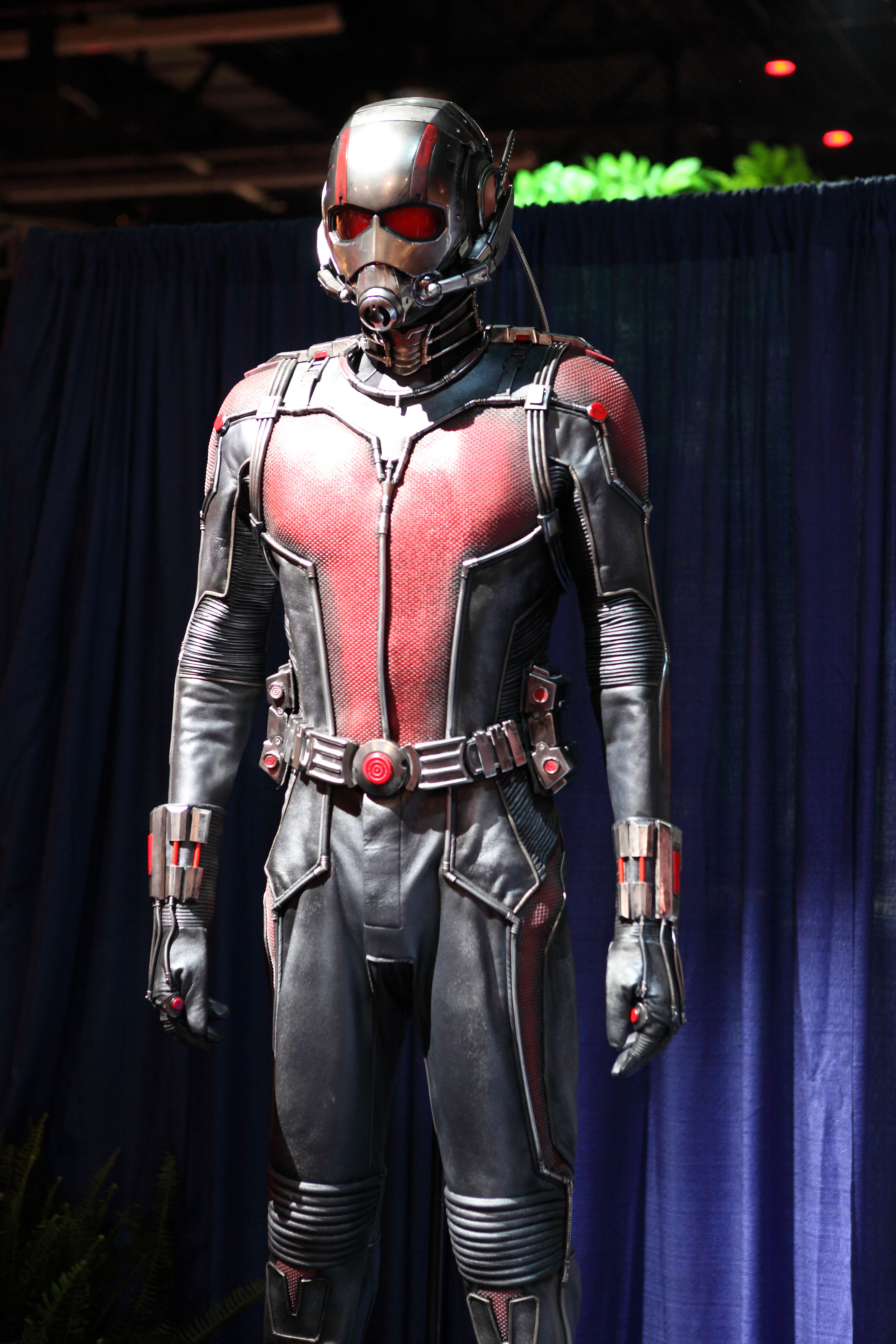
アントマン・スーツ

アントマンのツール
本作でスコット/アントマンは、“アントマン・スーツ マーク1”、“ヘルメット（マーク1用）”、“ピム粒子ディスク” を装備・駆使する。

ダレン・クロスのツール
ダレンは、自ら開発した“イエロージャケット”と“シュリンクガン” を駆使する。

ファルコンの装備
高性能ウィング・パックの“EXO-7ファルコン マーク2”、“スマート・ゴーグル（トニー・スターク製）”、ステアーSPPを装備する。

ワスプ・スーツ
かつてジャネットが装着していた“ワスプ・スーツ マーク1”と、後に“ワスプ・スーツ マーク2”となる“先進プロトタイプスーツ”が登場する。
※ マーク1についてはこちらを、先進プロトタイプスーツについてはこちらをそれぞれ参照のこと。

### 登場するアリ
本作には、主人公スコット/アントマンを助けるパートナーとして、実在するアリが4種類登場する。CGによりその姿と行動が表現されているが、外部形態的に人間のように表情のある瞳があるとか、言葉を喋るといったような擬人化的アレンジは殆どされておらず、リアリティを重視した造形、描写がされている。アントマンは電磁波コミュニケーション技術の確立と限定的調教によって、アリたちをパートナーにしている。
Carpenter ant（Camponotus pennsylvanicus）
アントマンと最も親密に行動し、特に個体番号247は「アントニー」と名付けられ、アントマンの空飛ぶ愛馬の役どころを担う。
サシハリアリ（Bullet ant / Paraponera clavata）
世界最大級のアリの一つ。強力な毒針を持つため、研究、実験、飼育などの際は取り扱いに細心の注意が必要とされる。
Crazy ant
劇中みられる手書きの英語表記では「Crazy ant」と正確な種まで特定しない呼び名になっており、セリフ上では「Paratrechina longicornis」、「ヒゲナガアメイロアリ」と紹介される。しかしビジュアルとして描かれる姿は、むしろ沖縄の市街地などでもよくみられるアシナガキアリ（Yellow crazy ant / Anoplolepis gracilipes）のそれに近い。
ヒアリ（Fire ant / Solenopsis mandibularis）
トフシアリ属に属する中南米原産の幾つかの種の総称であり、本作品に登場するヒアリは Solenopsis mandibularis という種類で、アカヒアリ（Solenopsis invicta）や日本にも帰化したアカカミアリ（Solenopsis geminata）等の同属種。
小型だが毒針を持ち凶暴で膨大な数に繁殖するため悪名が高い。

### テクノロジー・ビークル
ピム粒子
ピムが開発した、物質を縮小・拡大させる機能を持つ液体状の化学物質。
クロス粒子
ダレンがピム粒子の噂と、不鮮明な初代アントマンの戦闘記録、ピムの残した不完全で僅かな研究データを元に完成させた、ピム粒子とほぼ同じ機能を持つ粒子。
電磁パルス通信装置
ピムによって開発された、イヤーピース型ツール。使用者はこれを耳にはめ込むことで、アントマン・スーツと対になるヘルメットと同様に、アリの嗅覚中枢を刺激する電磁波を発し、アリに指示して操ることができる。
信号デコイ
ピムがS.H.I.E.L.D.在籍時代に試作した小型装置。
1972年式 フォード エコノライン
ルイスの愛車のバンで、クラクションは軽快なメロディとなっている。
T-34
ハンクが縮小して携帯していた戦車。

### その他の銃器・ビークル

#### 銃器
- ハンドガン
  - グロック17 - ホープやダレンもヒドラのエージェントのものを使用する。
  - グロック26 - パクストンが愛用する。
  - ベレッタ 92FS Inox - ダレンも自身の側近のものを借りて使用する。
  - H&K P7
  - S& W M340PD - ゲイルが愛用する。
- サブマシンガン
  - ステアーSPP
- ライフル
  - IMI タボールAR21 - ピム・テックの警備員に変装したルイスも持ち構える。
  - M4A1
- テイザー銃
  - TASER X26 - パクストンとゲイルが所持し、彼らはこれを用いてスコットを気絶させる。

このほかにも、ピム邸のモニターに表示された写真に写る若き日のカーソンがM16A4を保持し、ダレンが再生したS.H.I.E.L.D.の監視カメラ映像にブローニングM1919A4.30が映っている。

#### ビークル
- 車両
  - アウディ・A3（3代目） - ホープの愛車として登場する。
  - V12ヴァンキッシュS - ダレンの愛車として登場する。
  - トヨタ・プリウス ZVW30 - パクストンの自宅の駐車スペースに登場する。
  - トライアンフ・スピットファイア 1500 - ピムの愛車として登場する。
  - サンフランシスコ市警の所有車両
    - ポリスインターセプター - クライマックスでパクストンとゲイルが運用する。
      - 2001モデル
      - 2003モデル

    - ダッジ・チャージャー ポリスパッケージ
- 航空機
  - ボーイング747 - 信号デコイ奪取のため、縮小化したスコットがCarpenter antの大群と共に本機へ密航同然に搭乗。ニューヨーク州北部上空に差し掛かったところで、目的地であるアベンジャーズ本部基地へアリたちと降りたつ。
  - アグスタウエストランド AW139 - クライマックスでカーソンらが本機でピム・テックに赴き、後に飛行中の機内でダレンとスコットの乱闘を繰り広げる。

このほかにも、キャデラック・プレジデンシャル リムジンとAH-64 アパッチがイエロージャケットのプロモCG映像に登場する。

### 組織・地域・施設

#### 組織
ピム・テック
ピムがS.H.I.E.L.D.脱退後に、ジャネットを救い出すための研究資金を得る目的で設立した企業。
現在ではダレンとホープが当社のトップとなっており、ダレンはイエロージャケットを売りさばいて利益を上げ、当社を“クロス・テクノロジー”と改名しようと企てていた。
S.H.I.E.L.D.
MCUの各作品の多くに登場してきた国際平和維持組織。本作の時点では公的に解体されている。
ヒドラ
第二次世界大戦中に壊滅へと追い込まれながらも、70年もの間に歴史の影で再興・暗躍していた秘密結社。本作では「興味深い組織」と見込んだダレンがカーソンらをイエロージャケットの披露会に招き入れる。

#### アメリカ合衆国
カリフォルニア州
サンフランシスコ
本作の主な舞台である、アメリカ・カリフォルニア州北部の都市。
ピム邸
ピム親娘の自宅である地上4階建の屋敷。外観からインテリアまでヴィクトリア朝となっており、上階部分は玄関やリビング、寝室となっているが、地下室への下り階段を降りると、指紋認証式のものと1910年製のカーボンデール製のものの2段構えのドアがあり、そこから先は3Dプリンターと複数のモニターにライトテーブルや、数々の鋳型や部品、設計図などピムの多数の学問や研究で埋め尽くされた実験室となっている。ここには垂直型のアリの巣観察器や、サンドバッグなどが置かれたトレーニングジムまで備わっている。
ここの地下室が金庫だという噂を聞いて侵入したことがきっかけとなり、スコットはこの場所で初めてアントマン・スーツを手に入れ、やがて彼の訓練とピム親娘との交流の場にもなる。
ミルグロム・ホテル（The Milgrom Hotel）
5階建のやや古びた短期賃貸マンション。ここの一室をルイスたちが拠点としており、出所後のスコットも滞在するようになる。内部にはディスコも存在する。
パクストン邸
ウィンター通り840番にあり、パクストンがマギーやキャシーと共に住んでいるの2階建の一軒家。2階にキャシーの子ども部屋がある。スコット抹殺を企むダレンに襲撃されて戦場となってしまった際に、屋根に大穴が開くほどの被害が出ている。
ピム・テック本社研究所
ピム・テックの本社屋。
マリン郡
サン・クエンティン刑務所
冒頭でスコットが出所した州立刑務所。ルイスも窃盗罪で収監された前科を持ち、ここでスコットと知り合った。
トリスケリオン
かつてワシントンD.C.に存在したS.H.I.E.L.D.の本部施設。この施設も現代では崩壊したため、冒頭の1989年時のピムとハワードたちの対立シーンにのみ登場。当時はまだ建設途中だった。
アベンジャーズ・コンパウンド
ニューヨーク州北部にあるスターク・インダストリーズの倉庫を改装した、アベンジャーズの新本部施設。ピムの指示でスコットは、信号デコイ奪取のために侵入。駆けつけたサムと小競り合いとなる。

## スタッフ
- 監督：ペイトン・リード
- 脚本：エドガー・ライト、ジョー・コーニッシュ、アダム・マッケイ、ポール・ラッド
- 原案：エドガー・ライト、ジョー・コーニッシュ
- 原作：スタン・リー、ラリー・リーバー、ジャック・カービー
- 製作：ケヴィン・ファイギ
- 製作総指揮：ルイス・デスポジート、アラン・ファイン、ヴィクトリア・アロンソ、マイケル・グリロ、スタン・リー
- 音楽：クリストフ・ベック
- 撮影：ラッセル・カーペンター
- 編集：ダン・レーベンタール、コルビー・パーカー・Jr

### 日本語版スタッフ
- 翻訳：杉田朋子
- 翻訳監修：ジェームズ・ハバート
- 演出：三好慶一郎
- 日本語版制作：東北新社

## 製作

### 企画
アントマンの映画化企画は1980年代後半より始まり、アントマンの創造者の1人であるスタン・リーが当時マーベル・コミックの親会社であったニューワールド・エンターテインメントへアイデアを持ちかけていた。しかしながらウォルト・ディズニー・ピクチャーズが似たコンセプトの映画『ミクロキッズ』の企画を進めており、『アントマン』も企画に移ったものの、何も実を結ばなかった。
2000年5月、アルティザン・エンターテインメントはアントマンを基とした映画をマーベルと共同で製作、出資、配給する契約を発表した。2003年、エドガー・ライトと彼の脚本パートナーのジョー・コーニッシュは、当時アントマンの映画化権を保有していたアルティザン・エンターテインメントのためにドラマ構成（準備稿）を書いた。ライトによれば「この準備稿では元泥棒のスコット・ラングが主役となって展開する話だったから、ちょっとエルモア・レナードの犯罪小説風の路線で進むところだったんだ。で『いや、ウチが求めてるのはファミリー作品的なやつでね』と言われて突っ返されたわけ。マーベルのほうには回されもしなかったんじゃないかな」とのこと。2006年4月、マーベル・スタジオは5億2500万ドルの融資によって自社が独立して製作する初の映画企画として、『Ant-Man』の監督にライトを雇った。ライトはまたコーニッシュと共同で身体を昆虫のサイズに縮小してサイバネティックヘルメットによってアリと会話をするコミックに基づいた脚本を書き、またビッグ・トーク・プロダクションズのパートナーのニラ・パークと共同プロデュースする契約を交わした。
2006年のコミコン・インターナショナルでライトは物語のハイ・コンセプト（簡潔でキャッチー）なところと登場人物に興味をそそられたと述べた。ライトはまた映画がスプーフではなくコメディ要素のあるアクション・アドベンチャーになること、そしてヘンリー・ピムとスコット・ラングの両方を個別の登場人物として組みこむことを強調した。
2007年2月、ライトは脚本が手直しされていた間はプロジェクトが保留状態であったことを明かした。彼はまた映画のためにリサーチを行っていたと述べ、「縮小血清を持っている人に話を聞くなんてのはそりゃ無理だけど、登場人物の観点からいえば、あー、ほらナノテクノロジーとか調べることはいろいろあるからね」と語った。2008年3月、ライトは脚本の初稿が完成し、第二稿に取り組んでいると述べた。
2010年2月、スタン・リーはマーベルがアントマンを準備中であることをツイートし、「クールな若手監督のエドガー・ライト（『ショーン・オブ・ザ・デッド』とランチを食べた。ご想像のとおり、ちっちゃなヒーローに関する話題で盛り上がったよ」と続けた。その週末、ライトはMTVニュースで「（マーベル・スタジオ社長の）ケヴィン・ファイギは『掛け値なしに良い脚本を作ろう』と言ってくれた。我々はその点でいつも意見が一致していた。『しっかりした脚本を作ろう。ジャンル映画の傑作はそれに尽きる、ほかには何も要らない、とね』と述べた。2010年のコミコン・インターナショナルにて、ライトはアントマンが『アベンジャーズ』の事件年表とはうまく合わないだろう、と説明した。
2011年1月、ライトは『スコット・ピルグリム VS. 邪悪な元カレ軍団』のプロモーション終了後に脚本執筆を再開したことを明かした。2011年4月、コーニッシュは自身とライトが『アントマン』の第二稿をマーベルに納めたことを明かした。2011年のコミコン・インターナショナルにてライトは「2月以来我々は脚本の第二稿に取り組み、ちょうど第三稿を提出した」と述べた。

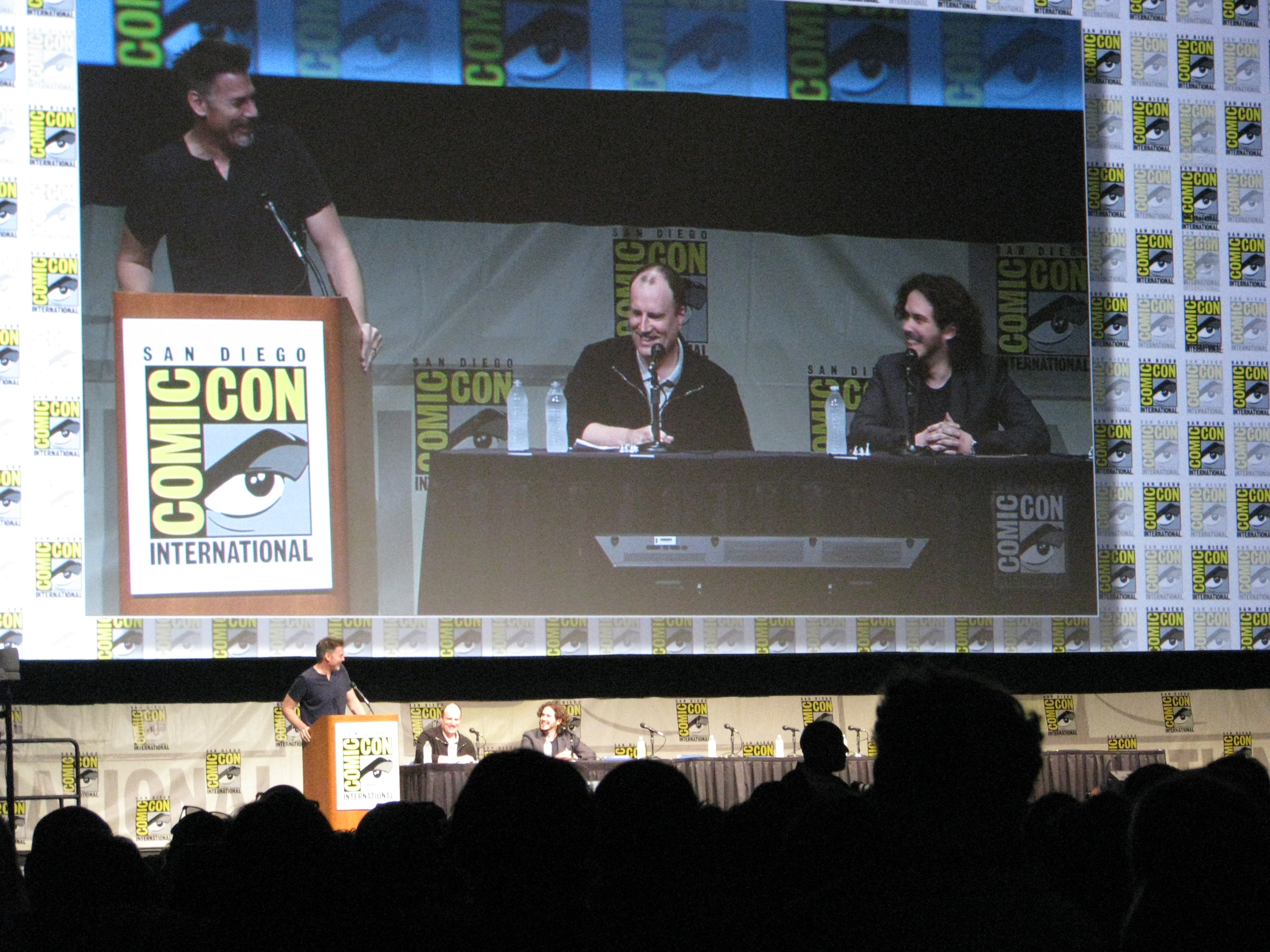
2012年のコミコン・インターナショナルにて。左からモデレーターのジェフ・バウチャー、プロデューサーのケヴィン・ファイギ、ライト。

2012年5月、ファイギはプロジェクトが「かつてないほど近づいた」と述べ、一方でライトはアントマンのピクトグラムをツイートした。2012年6月、ライトは映画の潜在的な外観とトーンを決定づけるために1週間に渡ってテスト映像を撮影した。2012年のコミコン・インターナショナルのマーベル・スタジオズのパネルでライトはテスト映像を観客向けに上映した。/Filmのジャーマイン・ラスシャーは映像を「素晴らしい」と評し、「ほかのマーベル映画とはだいぶ違う感じだ。『ホット・ファズ -俺たちスーパーポリスメン!-』の雰囲気にかなり近い」と述べた。2012年10月、マーベル・スタジオとディズニーは映画の公開日を2015年11月6日に設定した。
2013年1月、ファイギは『アントマン』がマーベル・シネマティック・ユニバースのフェイズ3の一部になると述べた。2013年5月、ファイギはプロジェクトが最初の『アイアンマン』以前に企画されたものであったため、ユニバースに適合させるために脚本を変更する必要があることを明かした。また撮影が2014年中に開始する予定であり、キャスティングは2013年末に向けて開始することを明かした。2013年7月、ライトは自身とコーニッシュが脚本を完成させ、エリック・フェルナーがガン宣告を受けたために『ワールズ・エンド 酔っぱらいが世界を救う!』を優先させることをマーベルが認めたことを明かした。
2013年8月に『アベンジャーズ/エイジ・オブ・ウルトロン』の監督のジョス・ウェドンがハンク・ピムはウルトロンの創造主ではないことを明かした後、ライトはウルトロンは『アントマン』のストーリーの一部にはならないだろうと述べた。ライトはマーベル・シネマティック・ユニバースの大きな連続性に収まると述べた上で、「（ウルトロンは）自分の脚本には登場しない」と独立的な映画となることを説明した。また8月、ライトは10月にプリプロダクションが始まり、撮影は2014年開始であると述べた。2013年9月、ディズニーは公開日を2015年11月6日から2015年7月31日に変更した。

### プリプロダクション
2013年10月、ライトは2012年6月のテストリールの撮影風景の写真を添付して「私がロサンゼルスに戻っている今、それは私が取り組んでいた何かを少し終えなければならない時間だ」とつぶやいた。10月14日までにはジョセフ・ゴードン＝レヴィットとポール・ラッドが主役として考慮されていた。しかしながらゴードン＝レヴィットは自分が考慮されている話を噂であると否定した。また10月、ケヴィン・ファイギは『アントマン』がいわばケイパーものになり、2013年の終わりまでにハンク・ピムのキャスティングの発表が期待できると述べた。
2013年11月、ファイギはエリック・オグレディのアントマンは映画に登場しないであろうと述べた。11月25日の時点で、ラッドはヘンリー・ピム役の最有力候補であり、ピムの恋人役のキャスティングも始まっていた。また11月、イギリスで撮影するという製作側の意向はスタジオスペースの不足という理由により破談となった。月末までに撮影地はアメリカ合衆国と予定された。
2013年12月、ライトは『アントマン』と他の身体の縮小化を題材にした映画との違いについて「他の映画は罠にかかって小さくされるものが多い。これはそれらと違って彼が自力で大きさを変え、それが障害ではなく力になる」と説明した。ライトはまたスーパーヒーロー映画を監督する試みについて「チャレンジだったよ。『ショーン』と『ホット・ファズ』と『ワールズ・エンド』はすべてR指定映画だった。PG-13の映画を作るという課題は気に入ったね。客の楽しみかたが違うんだ。同じ手が効かないっていうか。それに『スコット・ピルグリム』とも違う。どっちも翻案だけど、脚色の作業は楽しいよ」と述べた。12月19日までにラッドは映画への出演交渉に入った。その翌日、マーベルはラッドがアントマン役にキャスティングされたことを発表した。
2014年1月、ライトは『アベンジャーズ 地球最強のヒーロー』でハンク・ピムが登場してスコット・ラングを紹介するエピソード「To Steal an Ant-Man」のスクリーンショットを「homework」という件名を付けて自身のブログに投稿した。1月13日、マイケル・ダグラスがハンク・ピムにキャスティングされ、ラッドはラングを演じることが明らかとなった。翌日、マイケル・ペーニャが役名不明でオファーを受けた。1月末、撮影はジョージア州ファイエット郡のパインウッド・アトランタで行われる予定となった。また同月、ディズニーは公開日を2015年7月31日から2015年7月17日に再度変更した。2014年2月、エヴァンジェリン・リリーが女性主人公役の初期交渉に入った。同月、ライトは自身の以前の監督作『スコット・ピルグリム VS. 邪悪な元カレ軍団』と『ワールズ・エンド 酔っぱらいが世界を救う!』でも共同したビル・ポープが撮影監督を務める予定であることをブログで明かした。2014年3月、コリー・ストールが役名非公開で交渉に入ったことが報じられ、4月までにはパトリック・ウィルソンとマット・ジェラルドが役名不明でキャスティングされた。
2014年5月23日、マーベルとライトは「お互いの映画のビジョンの相違」のためにライトがプロジェクトを降板し、スタジオは新たな監督を探していることを共同で発表した。またポープもライトの降板をきっかけにプロジェクトを去った。5月30日までにライトの後任にアダム・マッケイとの交渉に入ったが、翌日に撤退した。6月7日、マーベルはペイトン・リードが監督を務め、またマッケイも脚本に参加することを発表した。監督には他にルーベン・フライシャー、ローソン・マーシャル・サーバー、ニコラス・ストーラー、マイケル・ドース、デヴィッド・ウェインらが検討されていた。
同月末、ファイギは公開日を2015年7月17日から変更せず、製作を2014年8月18日から開始する予定であることを明かした。ファイギは「映画のほとんどはまだ（ライトとコーニッシュによる）原案とライトがここまで作り上げてきたDNA」に基づいており、リードは監督するために踏み入り、マッケイは脚本の一部を調整すると述べた。さらにファイギは「彼はすべてを見て、我々と話した後、『第一に、あなたがたの進めている方針に同意しましょう。第二に、私はさらに盛ることができます』と述べた」と付け加えた。
さらにマッケイはラッドへも脚本協力を求め、彼らはいくつかの場面とキャラクターを変更し、さらに新たなキャラクターを加えた。リードはまたリリーとストールに改訂された脚本を渡してオファーした。これらの結果、ライトとコーニッシュに加えてマッケイとラッドも脚本としてクレジットされ、またライトとコーニッシュは原案としてもクレジットされた。ライトはさらに製作総指揮としてもクレジットされた。
7月末までにウィルソンは撮影の遅れに伴うスケジュールの都合により降板し、またジェラルドとケヴィン・ワイズマンが演じる予定であったキャラクターはマッケイが手直しした脚本では削られた。またリードは撮影がジョージア州だけでなくサンフランシスコでも行われることを明かした。2014年8月、リードはスコット・ラングの娘が映画に登場することを明かし、ガブリエル・フェラーリとアンドリュー・バーラーが脚本の更なる書き直しのために雇われた。

### 撮影
主要撮影は2014年8月18日にサンフランシスコで始まり、ラッセル・カーペンターが撮影監督を務め、『Bigfoot』というワーキングタイトルで行われた。場面はテンダーロイン周辺とブエナ・ビスタ・パークでの撮影予定が組まれた。2014年9月までに製作はジョージア州ファイエット郡のパインウッド・アトランタ・スタジオに移り、デヴィッド・キャラハムは脚本書き直しを終えた。またダウンタウン・アトランタのステイト・アーカイブ がピム・テクノロジーのダブルとして撮影された。2014年10月、マーティン・ドノヴァンがキャストに加わり、またファイギは『アントマン』はフェイズ3の始まりではなくフェイズ2の最後となることを明らかにした。2014年12月5日、リードはソーシャルメディアで主要撮影の完了を告知した。

### ポストプロダクション
2014年12月、新たに発表された概略で脇役の名前が明らかとなり、またジョルディ・モリャがキャストに加わった。縮んだキャラクターが登場する場面ではマクロ撮影とモーションキャプチャ技術が使われた。共同プロデューサーのブラッド・ウィンダーバウムは「小さな領域を最も壮大な景色のように見せるカメラとレンズがある。それから我々はその環境に（ラッドの）モーションキャプチャによるアントマンを挿入する」と説明した。編集技師としてはダン・レーベンターとコルビー・パーカー・Jrが雇われている。2015年3月、ヘイリー・アトウェルがペギー・カーターを再演することが明らかとなった。2015年4月、リードはまだ映画が完成しておらず、追加撮影を行っていることを明かした。
2015年6月、フラッシュバックが存在し、その内容は1960年代の冷戦の頃にS.H.I.E.L.Dで働くピムとジャネット・ヴァン・ダイン、そして1989年のダグラスとドノバン（両者はCGIで減齢）、アトウェルのカーター（メイクで加齢）とジョン・スラッテリーのハワード・スタークの場面であることが明かされた。ファイギはヴァン・ダインのキャラクターが登場するが、ピムによる家庭内暴力のストーリーには触れられないことを明かした。また同月、リードは他の映画に繋がるポストクレジット場面があることを明かした。ファイギはポストクレジット場面は『シビル・ウォー/キャプテン・アメリカ』のためにルッソ兄弟が撮影した映像であることを明かした。2015年6月25日、リードは『アントマン』の製作が正式に完了したことをソーシャルメディアで明かした。
2015年7月上旬、国際版予告でアンソニー・マッキー演じるサム・ウィルソン / ファルコンの登場が明かされた。ラッドとマッケイは『キャプテン・アメリカ/ウィンター・ソルジャー』を鑑賞した後にファルコンを登場させることを決めた。マッキーはさらにポストクレジット場面でもクリス・エヴァンス演じるスティーブ・ロジャース / キャプテン・アメリカとセバスチャン・スタン演じるバッキー・バーンズ / ウィンター・ソルジャーと共に登場する。
視覚効果はインダストリアル・ライト&マジックが担当した。

## 音楽
2014年2月、ライトはスティーヴン・プライスが音楽を手がけることをツイートした。しかしながらプライスはライトが降板した直後にプロジェクトから去った。2015年1月以前にリードと『チアーズ!』で共同していたクリストフ・ベックがプライスに代わって起用された。

## 公開

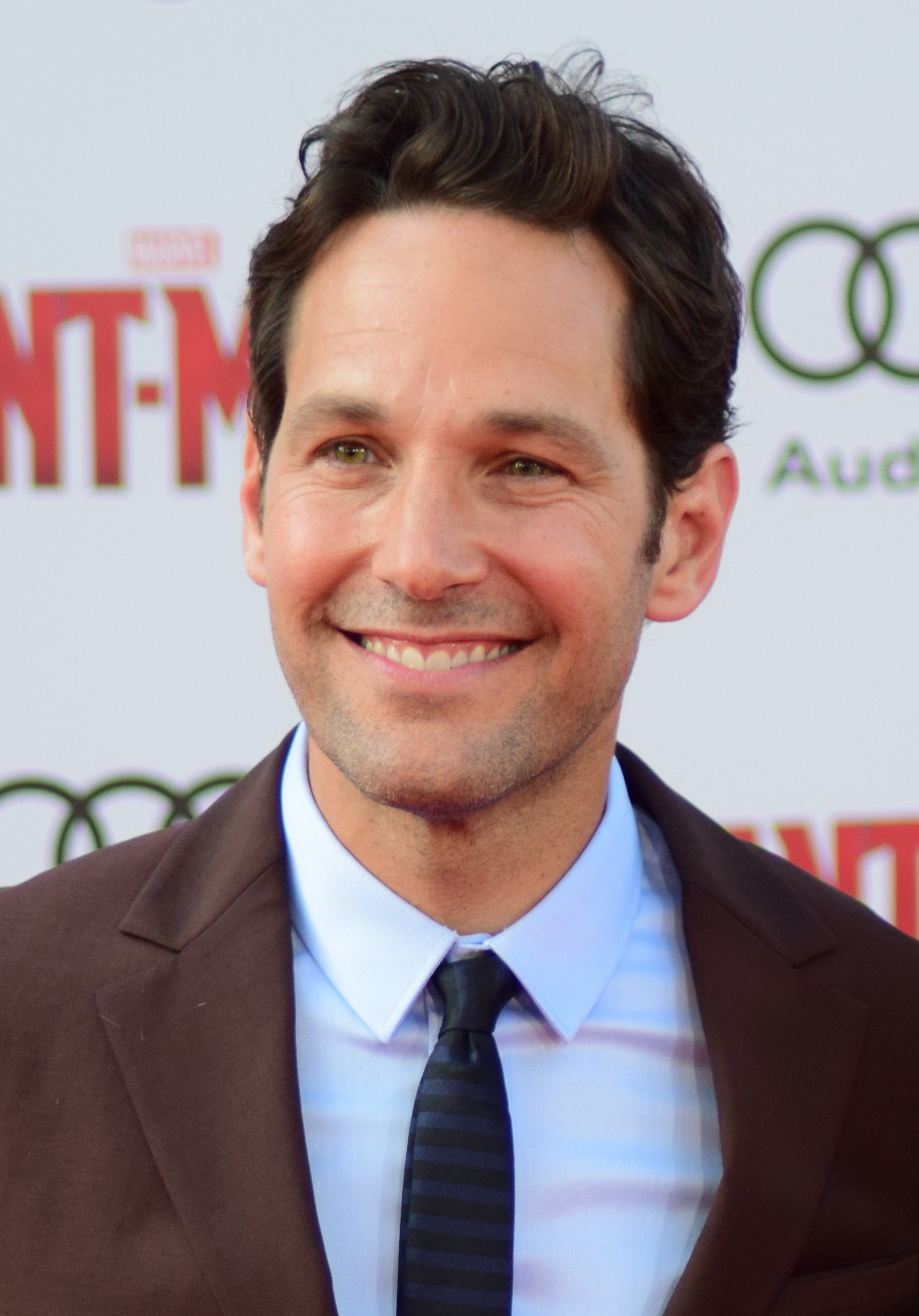
ワールドプレミアでのラッド。

ワールドプレミアは2015年6月29日にハリウッドのドルビー・シアターで開催され、次いで2015年7月14日にファンタジア国際映画祭でオープニング作品として上映された。オーストラリアでは7月16日、北アメリカでは7月17日 に3D 及びIMAX 3Dで封切られる。元々は2015年11月6日公開が予定されていたが、2013年9月、7月31日に変更され、さらに2014年1月に2015年7月17日へと前倒しされた。2015年6月24日にシネヨーロッパで未完成版が上映されている。

### マーケティング
2014年3月、ABCは『アントマン』のスニークピークを含む1時間の特別番組『Marvel Studios: Assembling a Universe』を放送した。2014年7月、リード、ラッド、ダグラス、リリー、ストールはサンディエゴ・コミコンのマーベル・スタジアムのパネルに現れてプロモーションを手伝い、ラッドとダグラスが登場する視覚効果テストが上映された。2014年10月、マーベルコミックス主筆のアクセル・アロンソは映画とのタイインコミックの計画があることを明かした。2014年11月、ABCは1時間の特別番組『 Marvel 75 Years: From Pulp to Pop!』を放送し、『アントマン』の舞台裏も紹介された。2014年12月、ハンク・ピムことアントマンの冷戦時代のミッションを描いた全2号のタイイン・コミック『Marvel's Ant-Man Prelude』が2015年2月に発売されることが発表された。2015年3月3日、2つめのタイイン・コミック『Marvel's Ant-Man – Scott Lang: Small Time』がデジタル公開された。これでは映画開始時点でのラングの状況が説明される。
2015年1月、ディズニーはマーケティングキャンペーンを正式に開始し、極小の「アリサイズ」のティーザー予告編、通常サイズのティーザー予告編、ポスター、『エンターテインメント・ウィークリー』のカバー、テレビシリーズ『Agent Carter』での全長予告編が公開された。予告編は3日間で2900万人の視聴者を獲得したが、これは『アイアンマン3』、『アベンジャーズ/エイジ・オブ・ウルトロン』に次いでマーベル・スタジオで3番目の多さであったt。
2015年4月、2本目の予告編が公開された。また同月、オーストラリアでのストリートマーケティングの一環としてLED照明付きのミニ看板がブリスベン、メルボルン、クイーンズランド州周辺に設置された。2015年5月、マーベルはドルビーラボラトリーズ、Visa、Raspberry Piと提携し、「Ant-Man Micro-Tech Challenge」を発表した。2015年6月11日、マーベルはアイアンマンのアーマー、キャプテン・アメリカの盾、ムジョルニアとアントマンを並べたポスターをそれぞれ公開した。6月12日より『ジュラシック・ワールド』の本編上映前に『アントマン』の6分のIMAXプレビューの付属され始めた。さらに6月19日よりディズニー・カリフォルニア・アドベンチャーのバグズ・ライフ・シアターで映画の一部シーンの上映が始まった。
2015年7月上旬、マーベルはバイラル・マーケティング・キャンペーンとして『アイアンマン』のレスリー・ビブにジャーナリストのクリスティン・エヴァハートを再演させ、フェイクのニュース番組の公開を開始した。番組でエヴァハートは『アベンジャーズ/エイジ・オブ・ウルトロン』からの影響、ラングの懲役、『Captain America: Civil War』へとつながる出来事について論じる。また7月、マイケル・ダグラスとマーベル・エンターテインメントの幹部は公開記念としてニューヨーク証券取引所のクロージングベルを鳴らした。

## テレビ放送
| 回数 | テレビ局   | 番組名（放送枠名） | 放送日       | 放送時間      | 放送分数 | 視聴率 | 脚注    |
| ---- | ---------- | ------------------ | ------------ | ------------- | -------- | ------ | ------- |
| 1    | 日本テレビ | 金曜ロードSHOW!    | 2018年9月7日 | 21:00 - 22:54 | 114分    | 8.9%   | [ 165 ] |

- 視聴率はビデオリサーチ調べ、関東地区・世帯・リアルタイム。

## 他のMCU作品とのタイ・イン
- スコットがサーティワンアイスクリームを解雇されて帰路に付いていたシーンで、『インクレディブル・ハルク』にて潜伏生活中のブルース・バナーが働いていた工場で製造していたガラナ飲料「ピンゴ・ドセ」の広告ポスターが、スコットが仮住まいにしていたホテルの外壁に貼られているのが確認できる。
- スコットがピムやアリたちの手助けで警察署から脱走し、サンフランシスコの路面電車の乗客が読んでいる新聞に貼りつくシーンで、新聞の見出しに「Who's To Blame For Sokovia?"（ソコヴィアの事件は誰に責任があるのか？）」と書かれていたり、ピムがスコットをアントマンに任命する時の対話に、「彼ら（アベンジャーズ）は空に浮かんだ街を〜」という台詞が出るなど、『アベンジャーズ/エイジ・オブ・ウルトロン』での事件に関するトピックが度々登場しており、アベンジャーズに対する大衆からの不満が高まりはじめていることも示唆している。
- かつてトニー・スターク/アイアンマンと戦った無国籍テロリスト集団“テン・リングス”のシンボルのタトゥーを首筋に入れたエージェントがカーソンに同行していることから、ヒドラとテン・リングスの繋がりがうかがえる。
- ラストのルイスがスコットに、サム/ファルコンがスコット/アントマンを探していると伝えるシーンで、話題に登場する女学生が「スイングしたり壁を登ったりする人がいる」という噂をサムに話しているが、これはピーター・パーカー/スパイダーマンのことである。
- 前述のとおり、ポスト・クレジット・シーンはMCU次回作の『シビル・ウォー/キャプテン・アメリカ』の1シーンをそのまま引用している。
- MCUドラマ『エージェント・オブ・シールド』第3シーズンの第1話『自然の法則』（原題：『Laws of Nature』）にて、「ピム・テクノロジーの事件」という台詞が登場し、これについて言及したフィル・コールソンたちS.H.I.E.L.D.が、本作のクライマックスの一件をも調査していたことがうかがえる。

## 評価

### 批評家の反応
Rotten Tomatoesでは137件のレビューで支持率は76%、平均点は6.7/10となっている。またMetacriticでは24件のレビューで加重平均値は64/100となっている。

### 受賞
| 年   | 映画賞                                | 賞                          | 対象 | 結果   |
| ---- | ------------------------------------- | --------------------------- | ---- | ------ |
| 2016 | 第66回アメリカ映画編集者協会 エディ賞 | ミュージカル/コメディー部門 |      | 未決定 |
| 2016 | 2016 キッズ・チョイス・アワード       | お気に入りの映画            |      | 未決定 |